# Hamakaze (1940)
Pour les articles homonymes, voir Hamakaze.
Le Hamakaze (浜風) était un destroyer de classe Kagerō en service de la Marine impériale japonaise pendant la Seconde Guerre mondiale.

## Historique

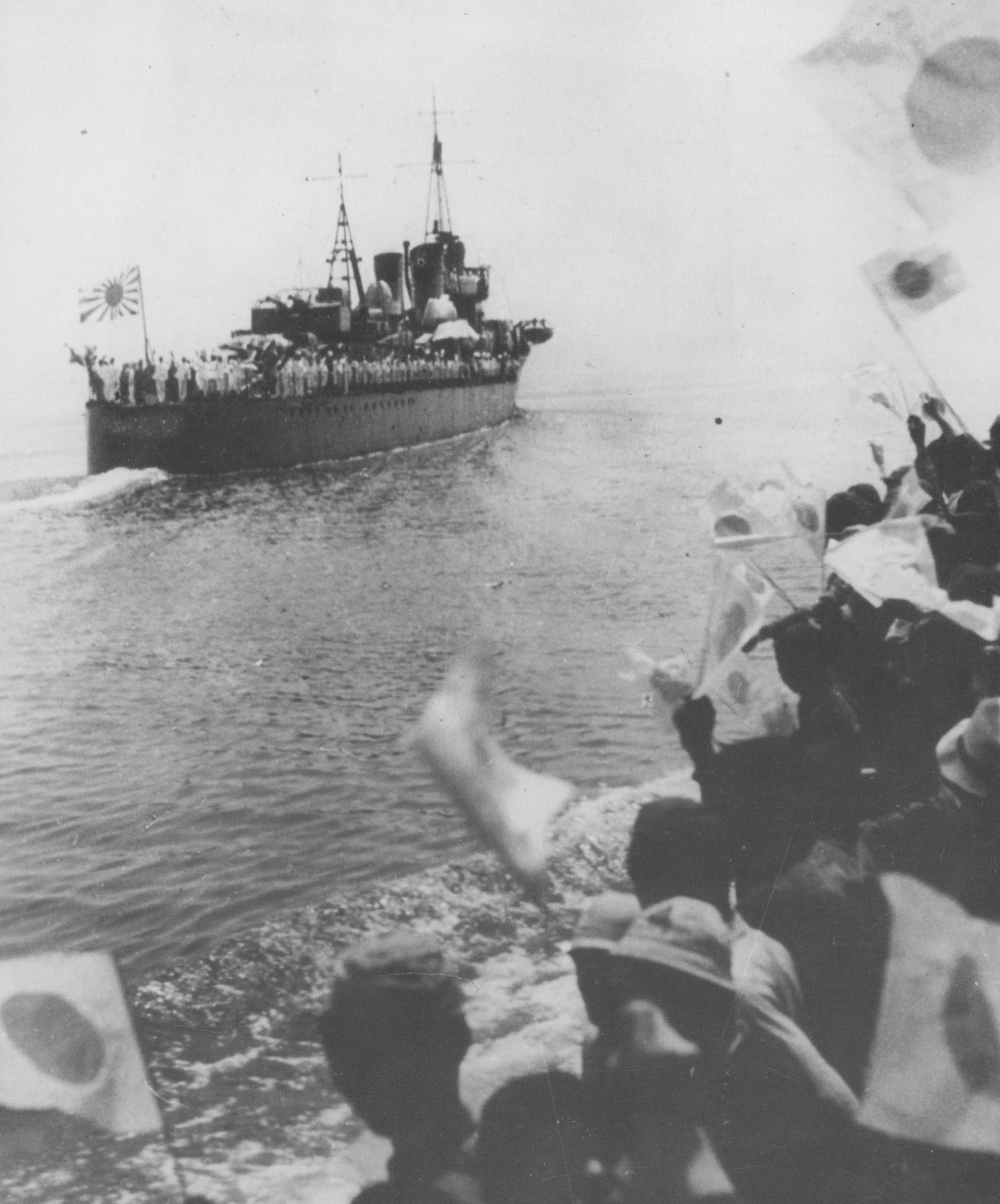
LHamakaze (arrière-plan) en juin 1941, apparaissant dans le film de propagande japonais Quatre-vingt-huit ans du soleil.

En 1943, outre l'opération Ke, le Hamakaze est impliqué dans de nombreux combats dans les îles Salomon, comme les batailles du golfe de Kula, Kolombangara et Horaniu.
Le 7 avril 1945, il escorte le cuirassé Yamato en mer intérieure de Seto pendant l'opération Ten-Go lorsqu'il est coulé par un avion de la Task Force 58 à 150 miles (240 km) au sud-ouest de Nagasaki, à la position géographique 30° 47′ N, 128° 08′ E.
Il est rayé des listes le 10 juin 1945.